# Valdet Gashi
Valdet Enver Gashi (ur. 10 kwietnia 1986 w Prisztinie, zm. 4 lipca 2015 w Syrii) – niemiecki kickboxer pochodzący z Kosowa, bojownik Państwa Islamskiego.

## Życiorys
Urodził się w Kosowie, był synem policjanta Envera Gashiego. W 1992 wraz z rodziną przyjechał do Niemiec jako uchodźca. Mieszkał w Neumarkt in der Oberpfalz, gdzie zainteresował się sztukami walki (kick-boxing, boks tajski). Dzięki wsparciu Bjoerna Schauflera Gashi mógł kontynuować treningi w Bangkoku. W czasie pobytu w Tajlandii poznał swoją przyszłą żonę, byłą modelkę, z którą powrócił do Niemiec i zamieszkał w Singen. Para dochowała się dwójki dzieci.
Bokserską karierę zawodową rozpoczął w 2009 przegrywając na ringu w Várpalota z Węgrem Laszlo Robertem Baloghem przez nokaut. W latach 2009–2011 wygrał cztery kolejne walki - z Chainoiem Suksumritem, Krisztianem Zambo, Ibragimem Zelievem i Victorem Sanickim. Dwukrotnie zdobywał tytuł mistrza świata w kickboxingu w kategorii superlekkiej.

## Działalność terrorystyczna
W czasie pobytu w Tajlandii Gashi dokonał konwersji na islam. W 2013 w szwajcarskim Winterthurze założył szkołę i obóz treningowy dla młodych muzułmanów, gdzie uczono ich wschodnich sztuk walki. Część uczniów trafiła potem do Syrii i walczyła po stronie ISIL. W styczniu 2015 Gashi opuścił Niemcy wspólnie z włoskim konwertytą Christianem Ianiello i pod pretekstem wyjazdu sportowego do Tajlandii udał się do Syrii, na tereny kontrolowane przez ISIL. Pełnił służbę policyjną na granicy syryjsko-tureckiej, walcząc z kurdyjskimi przemytnikami. Zginął w nieznanych okolicznościach w czasie służby, informację o jego śmierci potwierdził brat. Według brytyjskiego Telegraph, Gashi zginął w Aleppo, kiedy próbował opuścić szeregi Państwa Islamskiego. Oficjalnie uznany za zmarłego został 4 lipca 2015.